# Befreiung aus der Ehe
Befreiung aus der Ehe (französischer Originaltitel: La Femme de Jean) ist ein Filmdrama von Yannick Bellon aus dem Jahr 1974, in dem France Lambiotte und Claude Rich die Hauptrollen spielen.

## Handlung
Jean und Nadine sind seit mehr als 15 Jahren verheiratet, als Jean seine Frau für sie ganz unvermittelt damit konfrontiert, dass er die Scheidung will. Als Jean gegangen ist, fällt Nadine in ein tiefes Loch und zieht sich völlig in sich selbst zurück. Ihr 17-jähriger Sohn Remi bringt sie dazu, nach Paris zu reisen und sich auf sich selbst zu besinnen. Ganz langsam findet Nadine zu sich selbst und wird sich ihrer Fähigkeiten bewusst, auch wenn die Nächte besonders einsam sind und die Gedanken an die Zeit mit Jean sie immer wieder in depressive Phasen treiben.
Um angemessen für Remi sorgen zu können, sucht Nadine sich Arbeit und nimmt den Kampf auf, ins Leben zurückzufinden. Als sie David kennenlernt, einen Ingenieur, ermuntert dieser sie, ihr einst abgebrochenes Studium wieder aufzunehmen. Nun endlich begreift Nadine, dass sie eine eigenständige Persönlichkeit ist, die unabhängig von ihrem Mann in der Lage ist, zu sein und ihr Leben selbstbestimmt in die Hand zu nehmen. Ab nun ist sie nicht mehr nur die Frau von Jean.

## Produktion, Veröffentlichung
Produktionsfirma war die Les Films de l’Equinoxe, der Verleih des Films erfolgte durch French Embassy. Hippolyte Girardot stand in diesem Film erstmals vor der Kamera.
Die deutsche Synchronisation wurde 1978 im Studio Hamburg von der Synchron GmbH durchgeführt.
Der Film hatte in Frankreich am 30. März 1974 Premiere. In der Bundesrepublik Deutschland wurde er unter dem Titel Befreiung aus der Ehe erstmals am 13. Dezember 1978 veröffentlicht.
Veröffentlicht wurde er zudem im Oktober 1974 in Madrid und im Dezember 1974 in Barcelona. In Belgien wurde er im März 1975 in Gent veröffentlicht und 1976 in Argentinien. In Schweden kam er im Januar 1976 ins Fernsehen; veröffentlicht wurde er im Jahr 1978 auch in Kolumbien und Portugal und 1979 unter dem internationalen Titel John’s Wife in den Vereinigten Staaten. Ebenfalls veröffentlicht wurde er in Italien sowie in der Türkei.

## Kritik
Der Film erhielt auf Allocine eine durchschnittliche Bewertung von 3.0. Unter neun Bewertungen waren zwei eher negativ.
Für das Lexikon des internationalen Films war es „ein eher verhaltener Film, der die Emanzipationsfrage individuell, nicht gesellschaftsbezogen behandelt“. Als „psychologische Studie“ sei er „von einigem Interesse“.
Béatrice Bottet schrieb in dem Filmlexikon Le Petit Larousse des films, Yannick Bellon beschäftige sich in seinem Film mit einem Fall, der der heutigen Realität entspreche, ohne Sektierertum, ohne einzelne Menschen abzulehnen, mit einer Genauigkeit, die konsequent sei und berühre.

## Auszeichnung
- Festival Internacional de Cine de San Sebastián 1974: Silberne Muschel für Yannick Bellon